# 麻田ユリカ
麻田 ユリカ（あさだ ゆりか、1981年1月10日 - ）は、日本の女優。元レースクイーン。身長：167 cm。スリーサイズ：B83・W58・H86。血液型：A型。オフィス・マミ所属。

## 趣味
- 華道（嵯峨御流）・ピアノ・水泳・映画鑑賞・美術鑑賞・写真現像・クラシックバレエ。

## 出演

### 雑誌
- 週刊プレイボーイ No.32（2003年08月、集英社）
- sabra 15号（2003年09月、小学館）

### ドラマ
- 土曜サスペンス「挑戦する女・弁護士　七尾響子」（2006年、EX/ANN）

### 映画
- 手紙（2003年1月、「手紙」製作実行委員会、ビジュアルアート研究所）新田由美役
- ウルトラマンコスモスVSウルトラマンジャスティス THE FINAL BATTLE（2003年8月、バンダイビジュアル、BCBS-1760）クラモトナツキ隊員役

### その他
- レヴィエッセンスイン ファンデーショ」（カネボウ化粧品）

## 作品

### DVD
- SPICY HONEY（2003年9月、GPミュージアムソフト、DMSM-5414）
- Fantasia（2003年、フォーサイド・ドット・コム、FENF-1018）

### 写真集
- Spicy Honey（2003年7月、彩文館出版、撮影：斉木弘吉）ISBN 978-4775600146